# Oxford, Nova Scotia
Oxford är en ort i Kanada.   Den ligger i provinsen Nova Scotia, i den östra delen av landet, 900 km öster om huvudstaden Ottawa. Oxford ligger 6 meter över havet och antalet invånare är 1 283.
Terrängen runt Oxford är huvudsakligen platt. Oxford ligger nere i en dal. Runt Oxford är det mycket glesbefolkat, med 3 invånare per kvadratkilometer.. Närmaste större samhälle är Springhill, 16,9 km sydväst om Oxford. 
I omgivningarna runt Oxford växer i huvudsak blandskog.